# Balin (Chrzanów)
Balin ist ein Dorf mit einem Schulzenamt der Gemeinde Chrzanów im Powiat Chrzanowski der Woiwodschaft Kleinpolen in Polen.

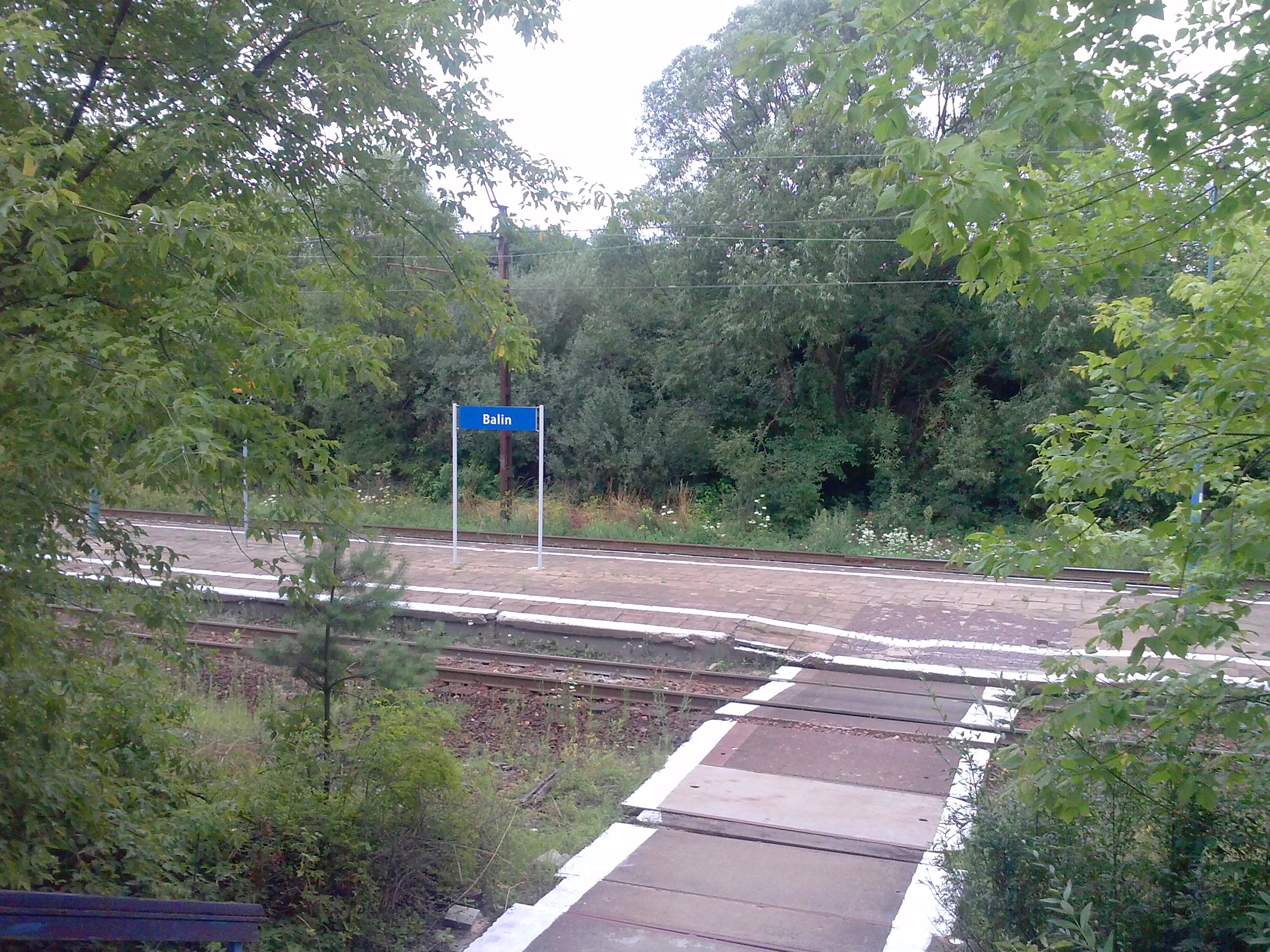
Zughaltestelle

## Geographie
Der Ort liegt unterhalb des Hügels Wianek (357 m) im Schlesischen Hochland. Die Nachbarorte sind die Städte Chrzanów im Süden und Jaworzno im Westen sowie Luszowice im Nordosten. Durch Balin verläuft die Bahnstrecke Dąbrowa Górnicza Ząbkowice–Kraków.

## Geschichte
Der Ort wurde erstmals im Jahr 1356 als Balin urkundlich erwähnt, als der örtliche Schultheiß das Privileg vom König Kasimir dem Großen erhielt, einer der Schöffen des Obersten Gerichts des deutschen Rechts in Krakau zu sein. Danach tauchte der Name als Sbalina (1392), Balin (1400), Balylyn (1470–1480), Balin (1680) auf, außerdem als Balina, Balyny, Bolmy, Balyn, Balyny, Balylyna. Die Etymologie des Namens ist unklar, am wahrscheinlichsten ist, wie bei anderen Orten namens Balin, die Hypothese, dass der Name besitzanzeigend vom Personennamen Bala abgeleitet ist. Nach dem polnischen Enzyklopädisten Antoni Schneider könnte er aber auch aus der obersächsischen Bezeichnung Balling(en) stammen, einem alten Begriff für den Tagebaubetrieb der Galmei; deswegen wurde es vom NS-Historiker Kurt Lück als deutsche Siedlung Ballingen bezeichnet.
Der Ort gehörte zunächst zum Königreich Polen (ab 1569 Adelsrepublik Polen-Litauen), Woiwodschaft Krakau, Kreis Proszowice (später Kreis Kraków). Bei der dritten Teilung Polens wurde Balin 1795 Teil des habsburgischen Kaiserreichs. In den Jahren 1815–1846 gehörte das Dorf zur Republik Krakau; 1846 wurde es als Teil des Großherzogtums Krakau wieder in die Länder des Kaisertums Österreich annektiert. Nach der Aufhebung der Patrimonialherrschaften bildete es nach 1850 eine Gemeinde im Bezirk Chrzanów.
1918, nach dem Ende des Ersten Weltkriegs und dem Zusammenbruch der k.u.k. Monarchie, wurde Balin Teil Polens. Unterbrochen wurde dies nur durch die Besetzung Polens durch die Wehrmacht im Zweiten Weltkrieg. Es gehörte dann zum Landkreis Krenau im Regierungsbezirk Kattowitz in der Provinz Schlesien (seit 1941 Provinz Oberschlesien). Von 1975 bis 1998 gehörte Balin zur Woiwodschaft Katowice.